# Eremopsylloides loewii
Eremopsylloides loewii är en insektsart som först beskrevs av Puton 1887.  Eremopsylloides loewii ingår i släktet Eremopsylloides och familjen rundbladloppor. Inga underarter finns listade i Catalogue of Life.